# Staphylinus
Staphylinus là một chi bọ cánh cứng.

## Hình ảnh

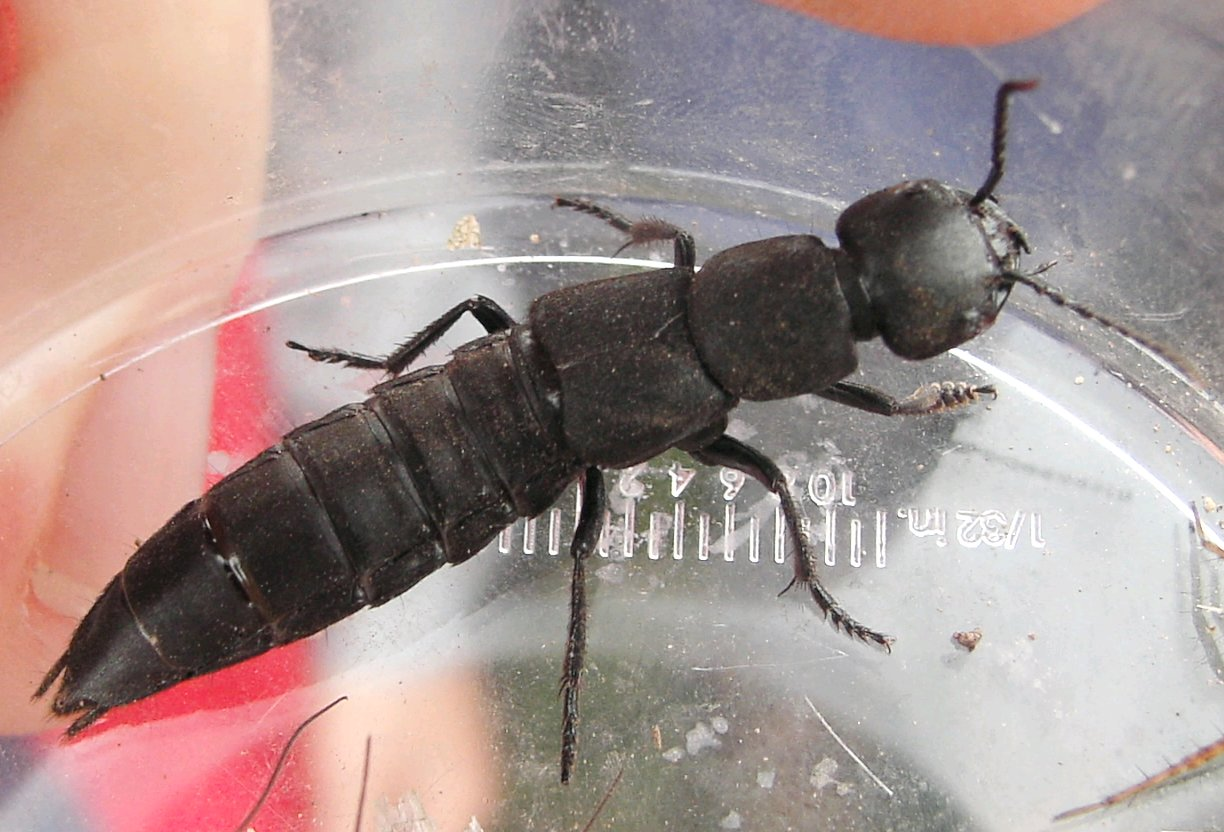
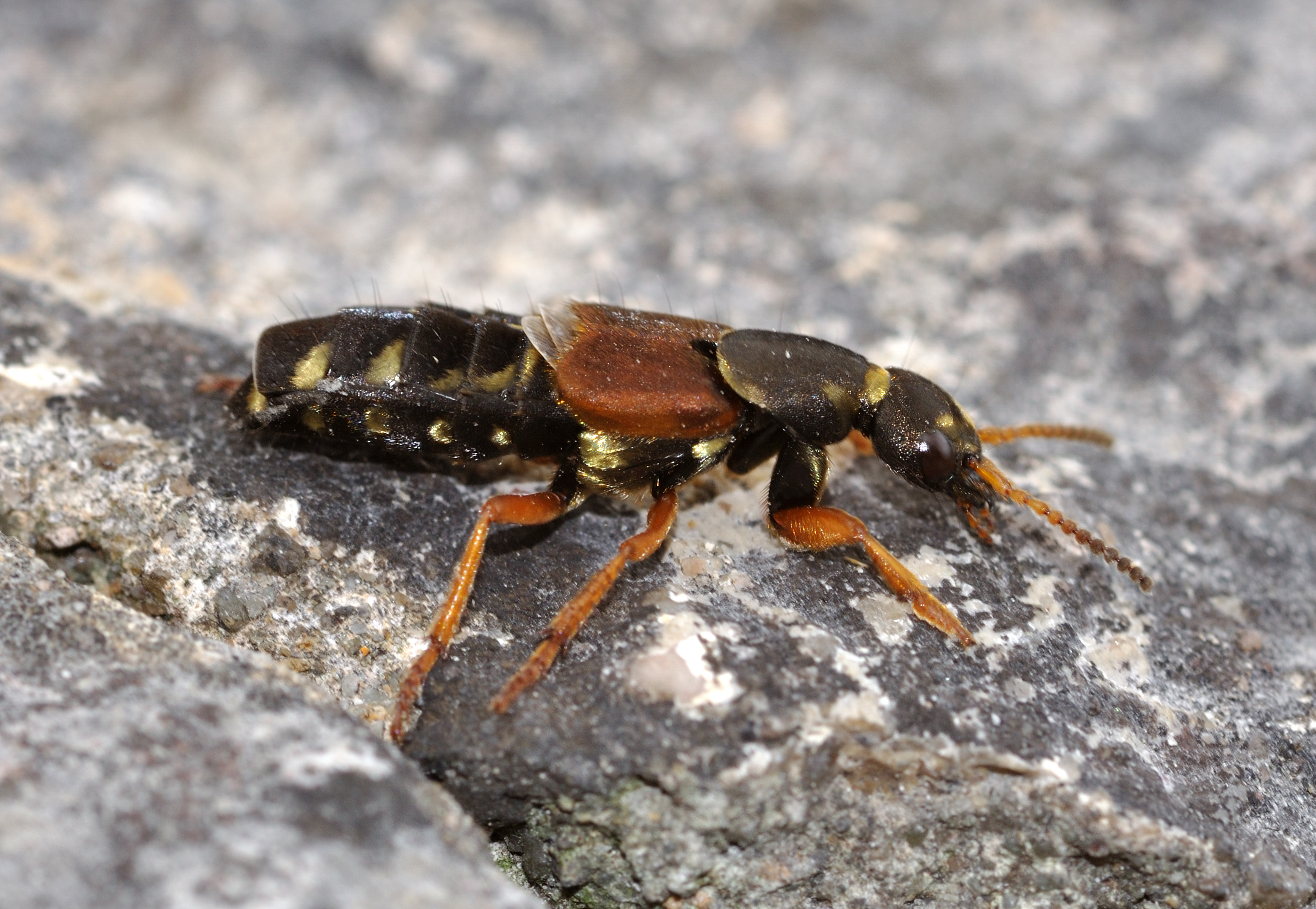
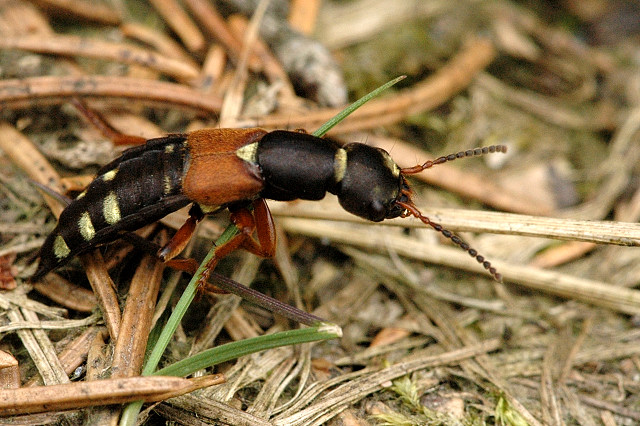
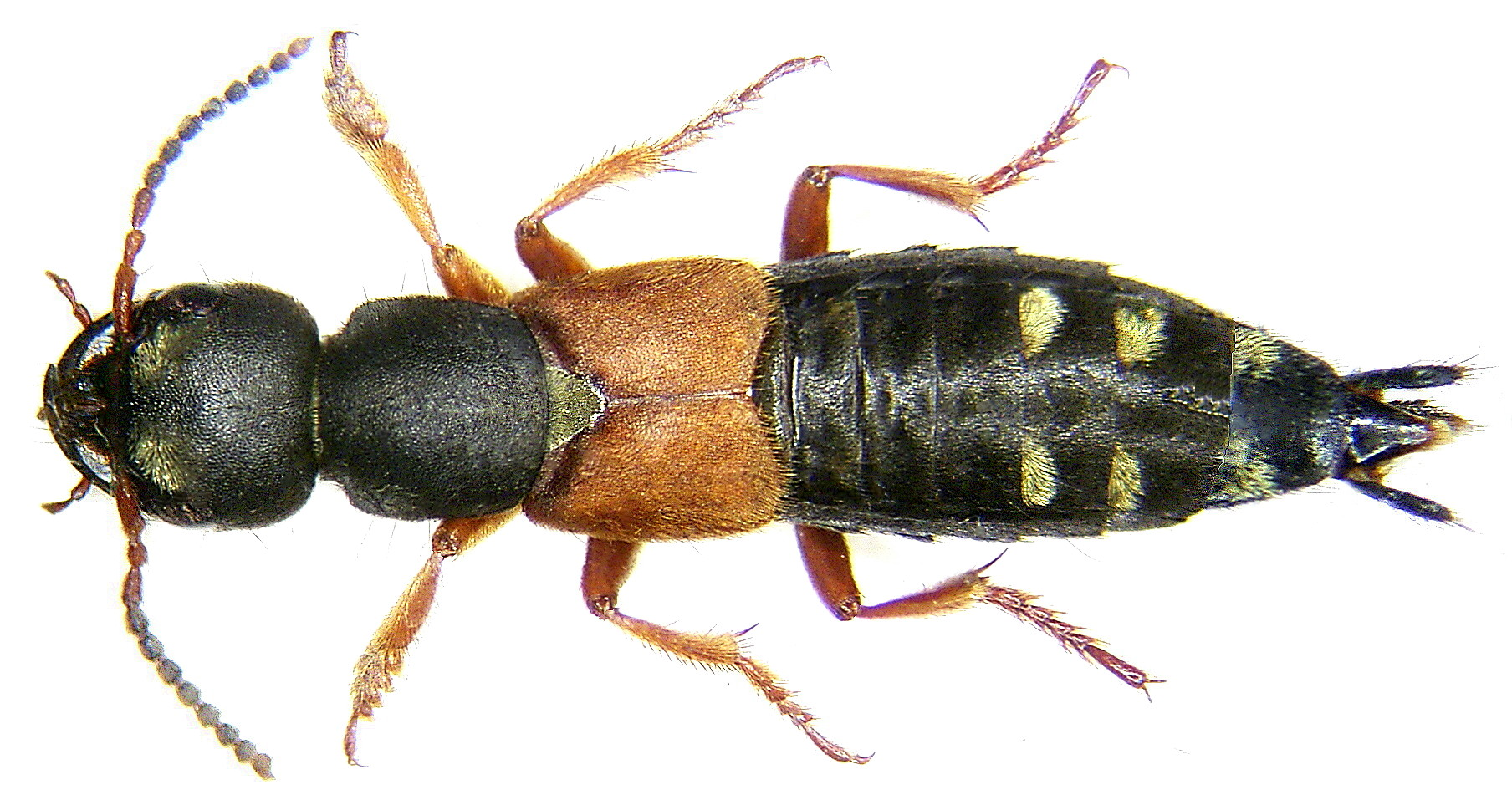

## Các loài chọn lọc ở châu Âu
| - S. agarici - S. alatus - S. anceps - S. angustatus - S. arnicae - S. biclavatus - S. bicolor - S. brevipes - S. caesareus - S. cantharellus - S. carinthiacus - S. cephalotes - S. clavatus - S. compressus - S. corporaali - S. crassipes - S. cursor - S. cyanipennis - S. cylindricus - S. daimio - S. dichrous - S. domicellus - S. erythropterus - S. erythropus - S. flavicornis | - S. flavipennis - S. flavus - S. floreus - S. fodinarum - S. formicarius - S. fuscus - S. glaber - S. glaucus - S. griseipennis - S. haemorrhoidalis - S. hellebori - S. ignavus - S. latus - S. limbatus - S. lituratus - S. lugubris - S. macropterus - S. marginalis - S. marginatus - S. marginellus - S. medioximus - S. melanocephalus - S. melanophthalmus - S. melanurus | - S. minor - S. minutus - S. obscurus - S. oculatus - S. picatus - S. picipennis - S. propinquus - S. punctatus - S. puncticollis - S. pusillus - S. pygmaeus - S. quentzeli - S. rhyssostomus - S. rubellus - S. rubricollis - S. rubricornis - S. rufescens - S. ruficornis - S. rufipes - S. saxatilis - S. springeri - S. subterraneus - S. turfosus - S. velox |